# 銀蔚苑
銀蔚苑（英語：Ngan Wai Court）是香港房屋委員會的居者有其屋計劃屋苑之一，項目編號為IS12，位於香港新界離島區大嶼山南部梅窩銀鑛灣路15號。屋苑由房屋署總建築師（2）負責總體設計及由Design 2（HK）Ltd. 負責詳細設計，承建商為協興工程有限公司。

## 屋苑資料

### 樓宇
屋苑為單幢式設計，共提供170個出售居屋單位，當中包括3房單位。首次推出時售價介乎147萬至255萬，落成日期為2018年8月31日。項目在2017年3月30日至4月12日接受申請，6月攪珠，8月開始揀樓。
| 樓宇名稱 | 樓宇類型               | 落成日期  | 樓宇層數 （住宅層數） | 每層伙數                | 每座單位總數（伙） | 建築師                                   | 承建商           | 提供升降機的廠商 |
| -------- | ---------------------- | --------- | --------------------- | ----------------------- | ------------------ | ---------------------------------------- | ---------------- | ---------------- |
| 銀蔚苑   | 非標準設計大廈（長型） | 2018年8月 | 14                    | 13 (1-11樓) 9 (12-14樓) | 170                | 房屋署總建築師（2）、 Design 2（HK）Ltd. | 協興工程有限公司 | 三菱             |

### 設施
屋苑內設兒童遊樂場和停車場，大廈12樓設空中花園。

### 興建時期圖片集

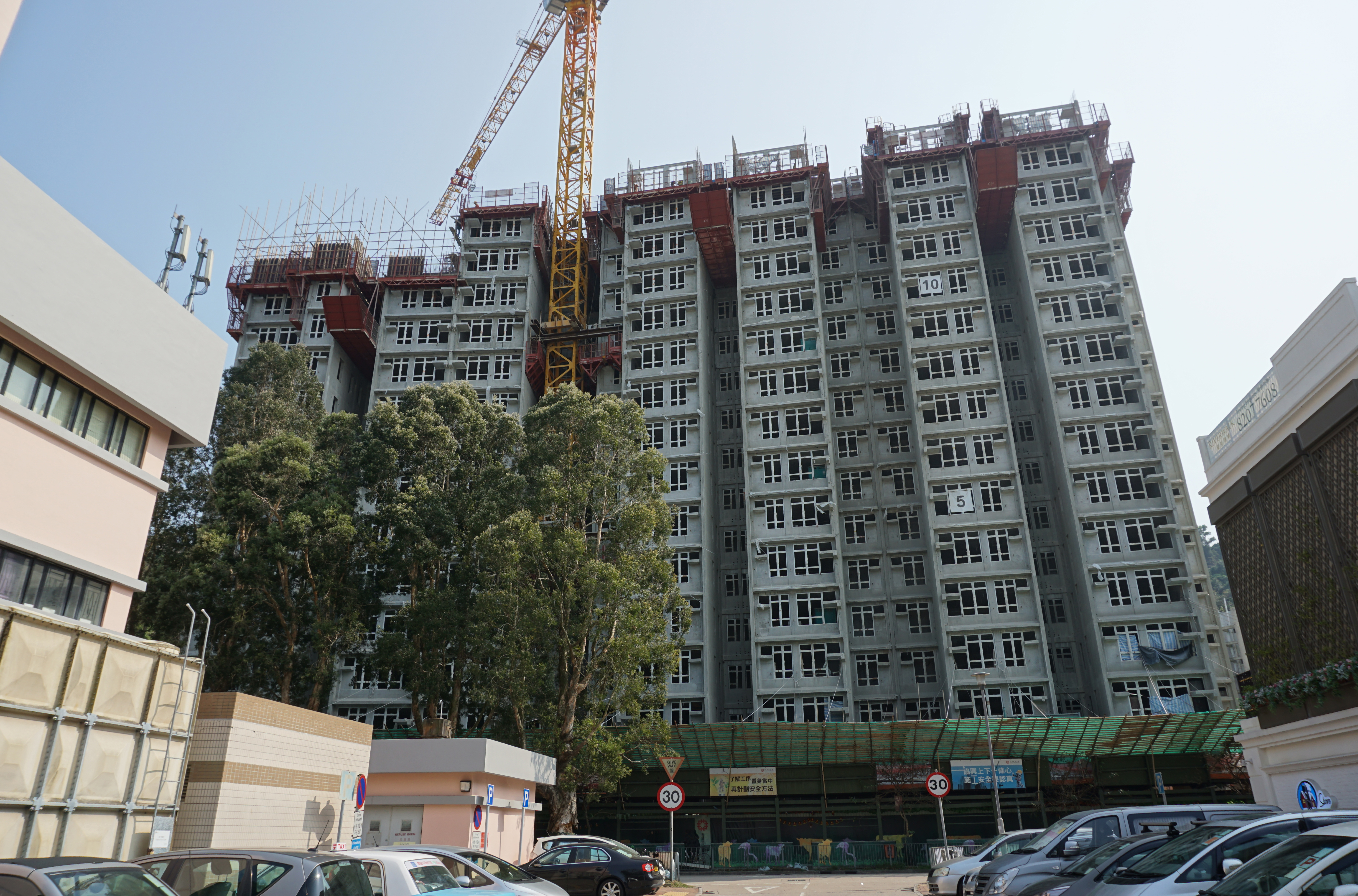
2017年2月
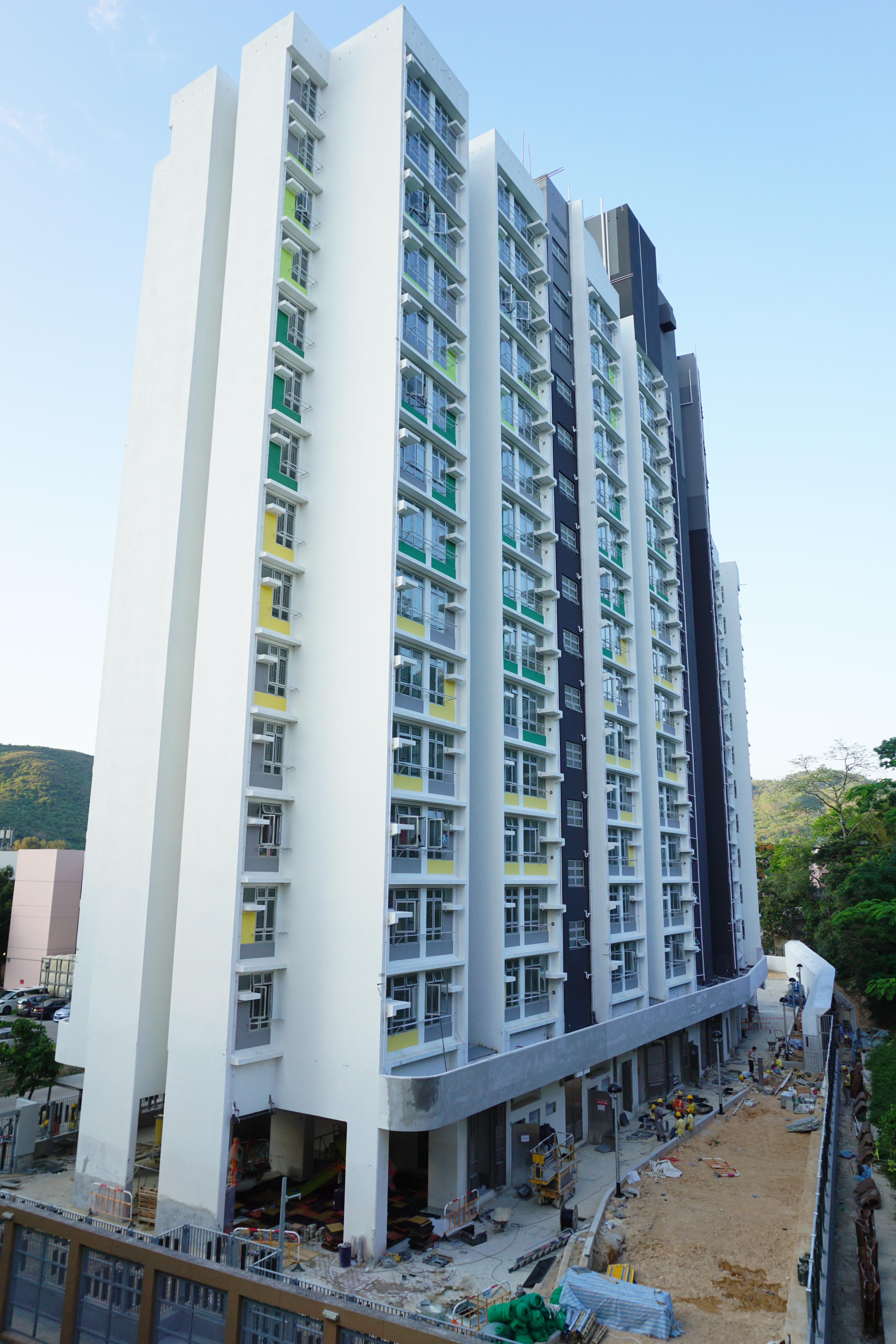
入伙前的銀蔚苑南面，地面大片泥地尚未種植
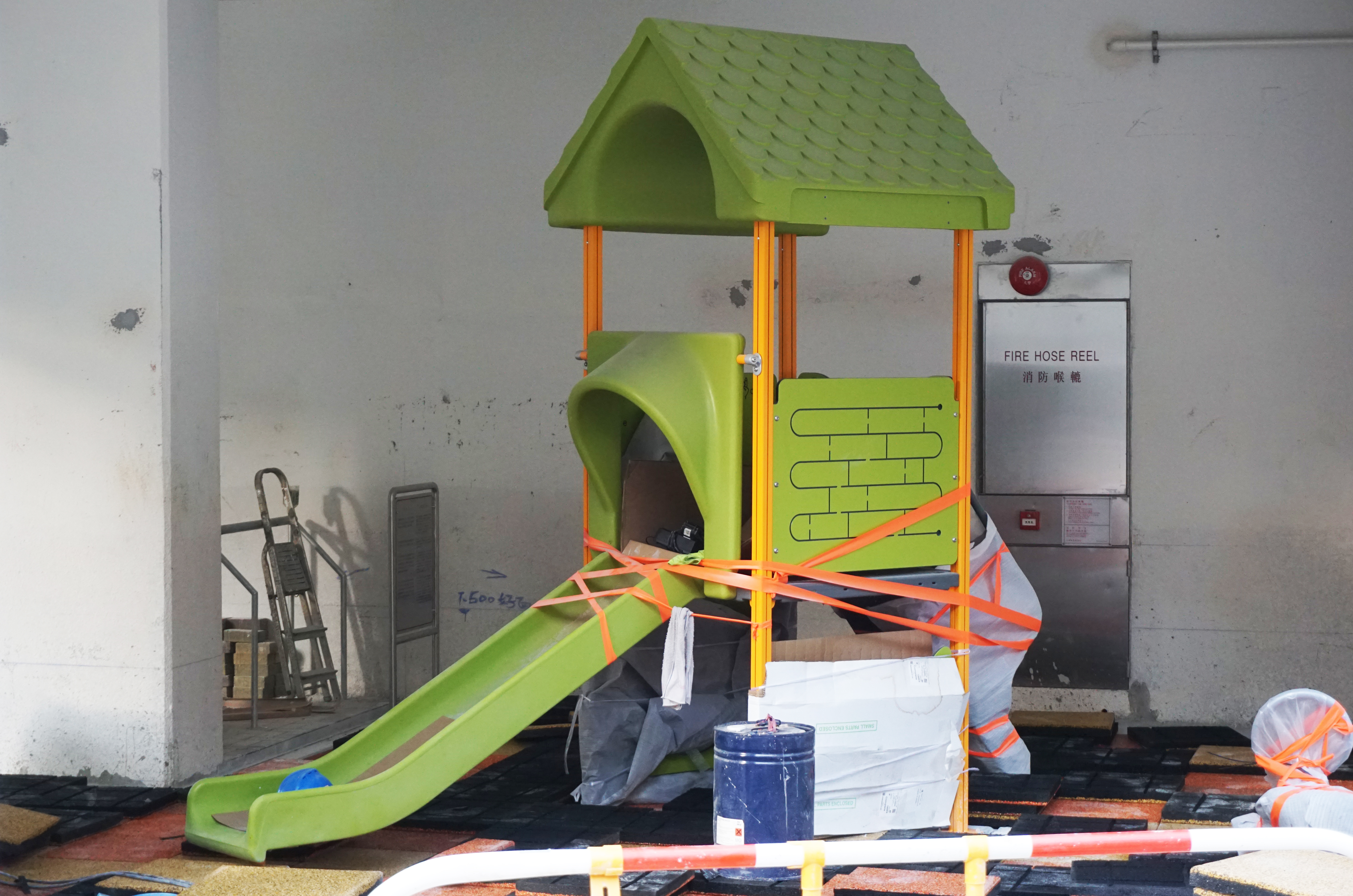
啟用前的兒童遊樂場，正進行地墊舖設

## 附近建築
- 銀河苑
- 銀灣邨
- 銀景中心
- 銀河灣畔
- 梅窩游泳池
- 梅窩市政大廈
- 梅窩政府合署

## 問題

### 斜坡風險

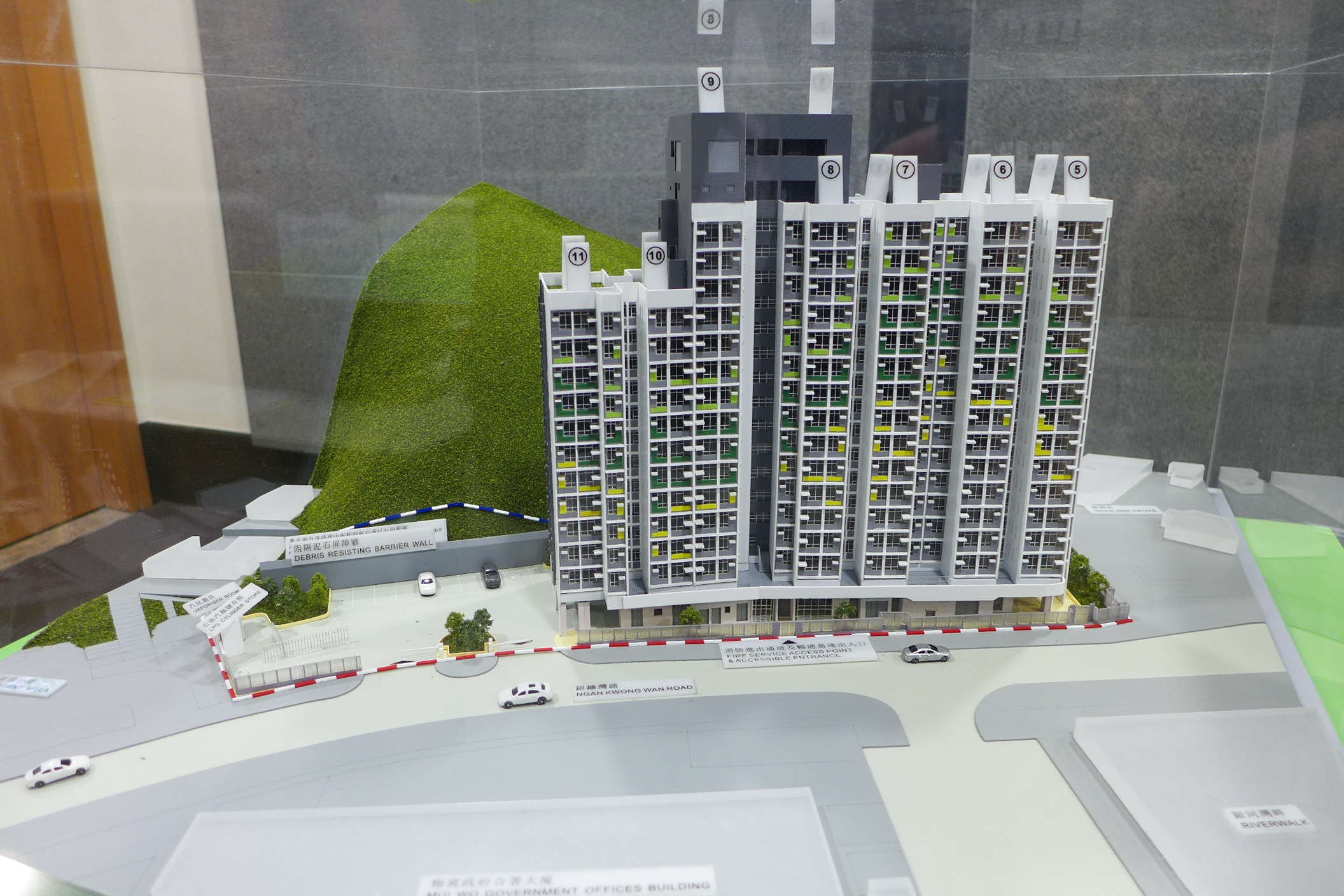
銀蔚苑模型

屋苑背靠一幅約60米長大斜坡，房委會資料指，「該地段可能受山泥傾瀉和巨石下墜危害所影響」，包括來自地段範圍以外的天然山坡。房委會指為保護住客及訪客的安全，已完成緩解和鞏固工程，但銷售資料亦列明，業主須自費保養斜坡。